# زئوپلانکتون

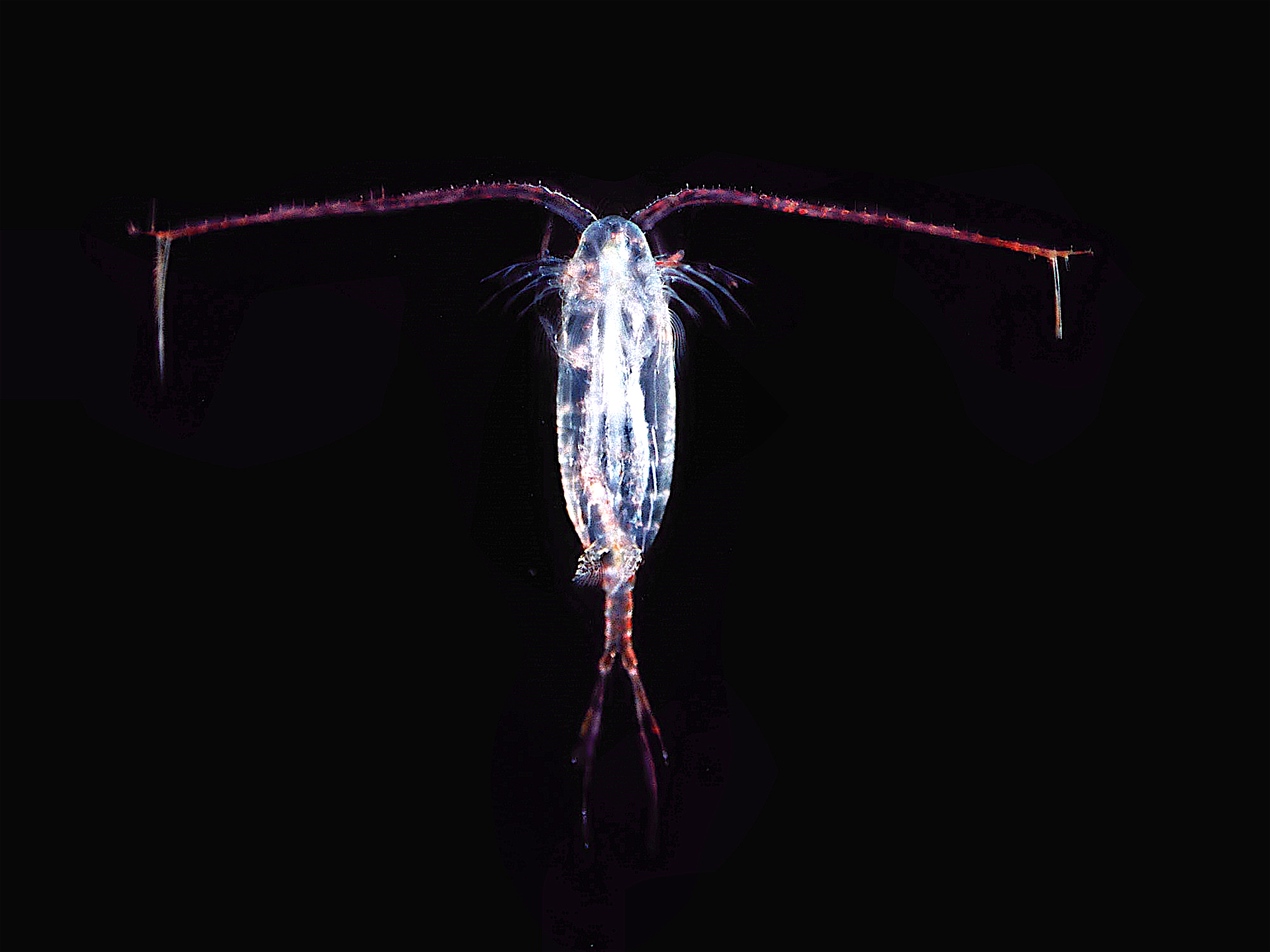
پاروپایان، Copepoda

زئوپلانکتون
(به انگلیسی: zooplankton) جاندارانی ریز ذره‌بینی که در آب دریا شناور بوده و جزء نخستین حلقه‌های زنجیرهٔ غذایی دریاها می‌باشند؛ و نوعی انگل هستند. پلانکتون‌های فتو سنتزکننده را فیتوپلانکتون (یا پلانکتون گیاهی) و پلانکتون‌های مصرف‌کننده را زئوپلانکتون (یا پلانکتون جانوری) می‌نامند.